# Grijze wormnaaktslak
De grijze wormnaaktslak (Boettgerilla pallens) is een slakkensoort uit de familie van de Boettgerillidae. De wetenschappelijke naam van de soort werd in 1922 evoor het eerst geldig gepubliceerd door Heinrich Simroth.

## Beschrijving
De grijze wormnaaktslak meet kruipend (gestrekt) 30-40 mm, zelden tot 50 mm; de breedte van het lichaam is tot 3 mm. Het is licht witachtig tot gebroken wit van kleur, soms blauwgrijs, bruingrijs of lichtgeel. De zool is lichtgeel, het slijm kleurloos. De rug en het hoofd zijn meestal iets donkerder dan de rest van het lichaam, de antennes zijn donkergrijs en het achterste deel van de rug is duidelijk gekield. Er zijn gebogen groeven op de mantel voor en achter de ademopening. Over het algemeen is het lichaam erg slank en wormvormig als het actief is. Inwendig is onder de mantel een klein (1,5 bij 0,7 mm) rafelig, schildvormig schelpje aanwezig.
Verwarring met de zwarte kielnaaktslak (Milax gagates) is mogelijk, maar deze zijn meestal donker of in ieder geval geelbruin van kleur, minder slank, het mantelschild van de donkere slak is aan het uiteinde afgerond en de binnenschaal is groter.

## Verspreiding en leefgebied
Het verspreidingsgebied van deze soort strekt zich in Europa uit van Ierland, Groot-Brittannië en Frankrijk in het westen tot Rusland in het oosten. De meest noordelijke afzettingen bevinden zich in Zuid-Noorwegen, Zweden, Finland en Rusland, de meest zuidelijke afzettingen in Zuid-Zwitserland en Noord-Italië. Het verspreidingsgebied is echter onvolledig, een wijdverbreide verspreiding vindt niet meer plaats in Noordoost-Europa. Buiten Europa zijn er ook aanwijzingen dat de soort aanwezig is in Turkije, de Kaukasus, Tadzjikistan en West-Siberië. De wormnaaktslak is geïntroduceerd in Canada (Brits Columbia, Newfoundland, Quebec), de Verenigde Staten (Californië en Oregon), Mexico, Colombia en de Canarische Eilanden. De soort is wijdverbreid in Duitsland, maar wordt vaak over het hoofd gezien. De soort kwam oorspronkelijk voor in de westelijke Kaukasus en werd van hieruit voor het eerst beschreven, maar heeft zich sinds het midden van de 20e eeuw steeds meer verspreid naar Centraal-Europa. Voorvallen die in de jaren tachtig op het Krim-schiereiland zijn ontdekt, worden ook als mogelijk autochtoon beschouwd, aangezien de soort hier ook in bijna natuurlijke bossen voorkomt.
Deze soort kent verschillende leefgebieden. De soort leeft ook graag synantropisch in tuinen en parken, maar ook in bijna natuurlijke biotopen zoals bijvoorbeeld in vochtige bossen of weiden. De soort wordt als euryok beschouwd in relatie tot de pH van de grond, de kalk en het watergehalte. In de Kaukasus komen hoogtes tot 1750 meter voor, in Zwitserland tot 1600 meter, maar de soort blijft meestal onder de 700 meter.